# Лео фон Каприви
Георг Лео фон Капрѝви (граф от 1891) (на немски: Georg Leo von Caprivi, 24 февруари 1831 – 6 февруари 1899) е пруски пехотен генерал и политик, последвал Ото фон Бисмарк като канцлер на Германската империя от 1890 до 1894 г. През своята служба той има за цел във външната политика приближаване до Великобритания, както и офанзивна търговска политика. С това се слага край на дотогавашната Защитна политика, водена от Бисмарк. Относно вътрешната политика Каприви е важен фактор за един нов курс с цел политическо изравняване. Вътрешната и външна политика на Каприви често среща трудности както заради крайните националисти, така и заради консерваторите от земеделската партия.